# Nico Roozen
Nico Roozen (1953) is sinds 1987 directeur van de oecumenische ontwikkelingsorganisatie Solidaridad. In samenwerking met Frans van der Hoff en Solidaridad lanceerde hij in 1988 Max Havelaar, het eerste keurmerk voor eerlijke handel.
Roozen komt uit de Kritische Gemeente IJmond. Hij was van 1979 tot 1983 coördinator van de Basisbeweging Nederland en kreeg aansluitend een functie bij Solidaridad, waarvan hij in 1987 directeur werd.
Roozen speelde een centrale rol in het overtuigen van verschillende grote Nederlandse bedrijven uit de detailhandel om eerlijke producten aan te bieden, die later tot het commerciële succes van het eerlijke handelskeurmerk leidden. Op 25 oktober 2007 werd Roozen benoemd tot officier in de Orde van Oranje-Nassau voor zijn jarenlange inzet voor eerlijke handel.

## Carrière
- 1987:	Oprichting stichting Max Havelaar;
- 1988:	Marktintroductie keurmerk Max Havelaar ; eerste fairtrade keurmerk voor koffie;
- 1991:	Mede-initiatiefnemer van netwerkorganisatie van fairtrade initiatieven in Europa uitlopend op de vorming van de Fairtrade Labelling Organizations (FLO);
- 1996:	Oprichting van AgroFair BV; het eerste fair trade fruitbedrijf. AgroFair is doorgegroeid tot het grootste fair trade bedrijf van Europa met een jaaromzet van ruim 60 miljoen euro aan Oké fruit;
- 2001:	Oprichting van Kuyichi BV, het eerste fair trade kledingmerk, doorgegroeid tot een Europees merk met een jaaromzet van ruim 10 miljoen euro;
- 2002:	Mede-initiatiefnemer van de stichting UTZ Certified, een MVO- label voor duurzame koffie; expanderend naar andere sectoren als cacao, thee, fruit, soja en palmolie;
- 2004:	Oprichting stichting MADE-BY; een samenwerkingsverband van inmiddels ruim 20 kledingmerken gericht op verduurzaming van de productieketen;
- 2006:	Medeoprichter van Goodies Media & Awareness BV, een crossmediale uitgever voor duurzame lifestyle media: Goodies magazine, web, TV en lifestyle-event.

## Nevenfuncties
- Lid Taskforce Biodiversiteit en Natuurlijke Hulpbronnen;[1] deze taskforce is bedoeld om het kabinet suggesties te doen voor het behoud en duurzaam gebruik van biodiversiteit op de langere termijn.